# Списък на политическите партии в Босна и Херцеговина

## Мулти-етнически партии

### Бошняшки партии
- Партия на демократическата акция
- Демократична народна общност
- Партия за Босна и Херцеговина
- Босненско-херцеговинска патриотична партия-Сефер Халилович

### Сръбски партии
- Демократическата партия на федералистите
- Сръбска радикална партия на Република Сръбска
- Социалистическа партия на Република Сръбска
- Социалистическа партия
- Сръбска демократическа партия
- Сръбски народен алианс на Република Сръбска
- Сръбска прогресивна партия на Република Сръбска
- Пенсионерска партия на Република Сръбска
- Съюз на независимите социалдемократи
- Партия на демократичния прогрес
- Демократическа партия на Република Сръбска

### Хърватски партии
- Християн-демократи
- Хърватски християн-демократически съюз
- Хърватски демократичен съюз на Босна и Херцеговина
- Хърватска демократична общност 1990
- Хърватска партия на правата
- Хърватска селска партия
- Хърватски десен блок
- Нова хърватска инициатива
- Национална партия на работещия просперитет